# Караобінський рудник
Караобінський рудник — колишнє підприємство гірничорудної промисловості в Карагандинській області Казахстану, яке здійснювало розробку рідкометального родовища Караоба. Офіційно був відомий як рудник імені Джамбула.
Родовище відкрили в 1946-му та ввели в експлуатацію вже у 1950-му. Розробка велась підземним способом, при цьому в процесі відпрацювання спорудили два стовбури, які в підсумку були пройдені до глибини у 240 та 300 метрів.
Рудник мав власну збагачувальну фабрику, що продукувала вольфрамовий концентрат в обсягах до 1 тисячі тонн оксиду вольфраму на рік. Також випускали молібденовий продукт, а починаючи з 1957-го з руди вилучали олово. У 1965-му до продукції рудника додався вісмут. У 1982-му ввели в дію нову збагачувальну фабрику з усе тим же асортиментом — вольфрамовий, олов'яний та вісмутовий концентрати і молібденовий продукт.
Необхідну для роботи рудника воду отримували з Акдолинського родовища підземних вод.
Рудник належав до складу Акчатауського гірничо-збагачувального комбінату, який на тлі краху планової економіки збанкрутував у 1996 році.
У 2005-му права на родовище передали компанії «Караоба-2005», що спорудила тут дослідно-промислову установку з отримання вольфрамового концентрату шляхом переробки техногенних відвалів. Станом на 2021 рік"Караоба-2005" вже не менш як п'ять років не здійснювала відрахувань до бюджету.